# Refuge d'oiseaux de Harry Gibbons
Le refuge d'oiseaux de Harry Gibbons (anglais : Harry Gibbons Migratory Bird Sanctuary) est un refuge d'oiseaux migrateurs situé au Nunavut (Canada), à l'ouest de l'île Southampton dans la région de la rivière Boas (en) et de la Bay of Gods Mercy (en). Il est administré par le Service canadien de la faune.